# 新生 (小説)
『新生』（しんせい）は、島崎藤村の小説。1919年に春陽堂から刊行。主人公の岸本捨吉と、その姪の不倫の関係を大胆に暴露した、異常な告白小説。世に「新生事件」として知られる。

## 概要
島崎藤村が姪の島崎こま子と関係を持った自身の実話をモデルにしている。
作家の芥川龍之介は「或る阿呆の一生」で「『新生』の主人公ほど老獪な偽善者に出会ったことはなかった」と非難した。これに対し、藤村は芥川の自殺後に「芥川龍之介君のこと」という追悼文で芥川の「新生」への感想について「あの作の主人公がそんな風に芥川君の眼に映ったかと思った」「私があの『新生』で書こうとしたことも、その自分の意図も、芥川君には読んでもらえなかったろう」とコメントしている。

## あらすじ
作家・岸本は、妻の死後、子どもの面倒や身の回りの世話をしてくれる兄の娘であり自身の姪である節子と関係を持ってしまう。